# Ojo del Inca
El Ojo del Inca, también llamada Laguna de Tarapaya, es una laguna de aguas termales a 26 km de la ciudad de Potosí en Bolivia. Se encuentra cerca de la comunidad de Tarapaya, que administrativamente forma parte del distrito 13 del municipio de Potosí en la provincia de Frías del departamento de Potosí. Sus aguas tienen una temperatura promedio de alrededor de 35 °C y tiene una forma casi perfectamente circular. En los alrededores de la laguna se puede observar un paisaje de cerros, rodeados de pajas bravas.

## Historia
En el siglo XIV, el IV rey inca, Mayta Cápac, con la finalidad de acrecentar su reino, con la ayuda de un numeroso ejército salió de Cusco, capital de su imperio. Éste conquistó grandes extensiones de territorio, llegando al territorio de los Charcas, actual territorio de Bolivia, a más de 200 leguas (1.100 kilómetros) de su residencia. En el valle de Tarapaya encontró en la cima de una montaña un pequeño lago de cuya profundidad, por la parte central, emanaba un gran caudal de agua caliente.
En el libro “La Historia de la Villa Imperial de Potosí” de Bartolomé Arzáns de Orsúa y Vela se describe que de acuerdo a los escribanos indígenas, se concluyeron las mejoras de la laguna de Tarapaya en el año 1256, por mandato e instrucción del rey Mayta Cápac.

## Transporte
Desde la ciudad de Potosí se puede tomar un bus que sale del Mercado Chuquimia con dirección a Tarapaya que dura alrededor de media hora. El camino que lleva al Ojo del Inca queda antes de llegar a Tarapaya, por lo que es necesario bajarse en el camino y desde ahí caminar 20 minutos hasta llegar a la laguna.